# Bob Sauvé
Robert F. "Bob" Sauvé, född 17 juni 1955, är en kanadensisk före detta professionell ishockeymålvakt som tillbringade 13 säsonger i den nordamerikanska ishockeyligan National Hockey League (NHL), där han spelade för Buffalo Sabres, Detroit Red Wings, Chicago Black Hawks/Blackhawks och New Jersey Devils. Han släppte in i genomsnitt 3,49 mål per match och hade åtta nollor (match utan insläppt mål) på 420 grundspelsmatcher.
Sauvé spelade också för Providence Reds, Rhode Island Reds och Hershey Bears i American Hockey League (AHL) och Maple Leafs de Verdun och National de Laval i Ligue de hockey junior majeur du Québec (LHJMQ).
Han vann Vézina Trophy, tillsammans med Don Edwards, för säsongen 1979–1980. Sauvé vann också William M. Jennings Trophy, den här gången tillsammans med Tom Barrasso, för säsongen 1984–1985.
Han draftades av Pittsburgh Penguins i tredje rundan i 1972 års draft som 40:e spelare totalt.
Efter spelarkarriären har Sauvé arbetat som spelaragent och företrätt spelare som Vincent Damphousse, Éric Dazé, Éric Fichaud, Simon Gagné, Vincent Lecavalier, Sylvain Lefebvre, Patrick Roy, Jocelyn Thibault och Pierre Turgeon.
Han är bror till Jean-François Sauvé; far till Philippe Sauvé samt farbror till Max Sauvé.